# Эрнандес, Ривальдо
Ривальдо Антонио Эрнандес Писарро (исп. Rivaldo Antonio Hernández Pizarro; род. 16 июня 2002, Антофагаста) — чилийский футболист, защитник клуба «Кобрелоа».

## Клубная карьера
Эрнандес — воспитанник клуба «Кобрелоа». 27 марта 2022 года года в поединке Кубка Чили против «Депортес Икике» Ривальдо дебютировал за основной состав. 26 сентября в матче против «Унион Сан-Фелипе» он дебютировал в чилийской Примере B. В 2023 году игрок помог команде выйти в элиту. 2 марта 2024 года в матче против «Кобресаль» он дебютировал в чилийской Примере.